# Eremonidia
Eremonidia là một chi bướm đêm thuộc họ Notodontidae. Chi này gồm các loài sau:
- Eremonidia mirifica Rawlins và Miller, 2008